# Bernhard Justen
Bernhard Justen (* 10. Juli 1921 in Berlin; † 6. März 2006 in Immenhausen) war ein deutscher Maschinenbauingenieur und Hochschullehrer. Er war ein Pionier der deutschen Projektmanagement-Normung.
1972 wurde Justen, Professor an der Technischen Fachhochschule Berlin, Mitglied des Normenausschusses im DIN. Dort war er bis 2000 stellvertretender Obmann. Er war wesentlich an der Entwicklung der Entstehung der Normen DIN 69900 bis DIN 69905 Projektwirtschaft beteiligt. Darüber hinaus war er innerhalb des DINs der Initiator der Arbeitsgruppe Netzplantechnik und Projektmanagement und der Arbeitsgruppe Logistik.
Während des Studiums an der TU Berlin schloss Bernhard Justen sich dem KAV Suevia Berlin an.

## Schriften
- Harry Rollny, Berufsbilder zur Netzplantechnik, 1976, ISBN 3-410-32298-1
- Harry Rollny, Auditmanagement bei Projekten – Das Projektaudit – ein Führungsmittel, Verlag Dr. Kovac, Hamburg 2013, ISBN 978-3-8300-7173-0
- Bernhard Justen, Harry Rollny: Industrielogistik I. Begriffe, Aufgaben und organisatorische Einordnung. Schäffer, Stuttgart 1999, ISBN 3-7910-0449-2
- Bernhard Justen: Die Orgeln der Katholischen Kirchengemeinde St. Clemens-Maria Immenhausen, 2001 (PDF)